# Julius Ebbecke
Paul August Julius Ebbecke (* 22. Juni 1853 in Quedlinburg; † 5. März 1928) war ein deutscher Reichsgerichtsrat.

## Leben
Der Sohn eines Kaufmanns studierte ab Sommersemester 1871 in Heidelberg Rechtswissenschaften.
1874 wurde er auf den preußischen Landesherrn vereidigt. 1881 wurde er Amtsrichter in Gammertingen und später in Aurich. 1889 wurde er Landrichter. 1894 wurde er zum Landgerichtsrat in Halle befördert. 1897 kam als Rat an das Kammergericht. 1906 wurde er an das Reichsgericht berufen. Er war im IV. Zivilsenat des Reichsgerichts bis zur Pension tätig. 1914 wurde er zum Kriegsdienst einberufen. Anfang April 1923 trat er in den Ruhestand. Er war Mitarbeiter von Gottlieb Plancks Kommentar zum BGB.

## Familie
Der Bonner Physiologe Julius Ulrich Ebbecke (1883–1960) war sein Sohn. Er war verheiratet seit 1916 mit der Malerin Hela Peters (1885–1973), einer Tochter des Reichsgerichtsrats Friedrich Albert Emil Willibald Peters (1847–1926). Ein weiterer Sohn war Julius Max Ebbecke (1882–1945), der ab 1910 Syndikus bei Stinnes, RWE, Berz und Cie. (Mannheim) war und ab Mai 1916 bei der Märkischen Elektrizitätswerke AG angestellt war, 1923 trat Max Ebbecke in die Elektrische Licht- und Kraftanlagen AG Berlin ein, einer wichtigen Finanzierungsgesellschaftstochter von Siemens. In seiner späteren Eigenschaft des Vorstandsmitglieds und zuletzt -vorsitzenden nahm er an den wirtschaftsrechtlichen Ausschüssen der Akademie für Deutsches Recht teil und war in der Reichsgruppe Industrie.

## Schriften
- Berechtigung und äußere Befugniß nach preußischem und gemeinem Recht. Berlin, Leipzig 1884.
- Grundriss eines Systems der Rechtsordnung nach praktischen Zwecken: dargestellt unter Berücksichtigung des Preussischen Rechts und des Reichsrechts. Berlin, Leipzig 1888.
- Grundsätze des bürgerlichen Rechts. 1908 (archive.org).
- Der herstellende Rechtsschutz. Jahrbücher für die Dogmatik des heutigen römischen und deutschen Privatrechts, Band 27 = Neue Folge Band 15. 1889, S. 304 (online).
- Verwaltungsrecht mit dinglicher Wirkung. In: Beiträge zur Erläuterung des deutschen Rechts. Jahrgang 61, 1917, S. 558 (online).
- Umfang des Rechtsstreits. In: Zeitschrift für deutschen Zivilprozeß. Band 47. 1918, S. 207 (online).
- Reichsgerichtsräte-Kommentar 1910: §§1–89, 1030–1089, 1598–1921 BGB